# Auto Museum Moncopulli
Auto Museum Moncopulli es un museo chileno ubicado en la comuna de Puyehue, provincia de Osorno. Está dedicado a los automóviles clásicos. Fue fundado el 17 de noviembre de 1995 por iniciativa del empresario Bernardo Eggers Reccius.
Posee una extensa colección de automóviles de la desaparecida marca estadounidense Studebaker, además de vehículos clásicos de marcas como Ford, Chevrolet, Mercedes Benz, entre otras. En total, el museo posee 160 vehículos.

## Ejemplares

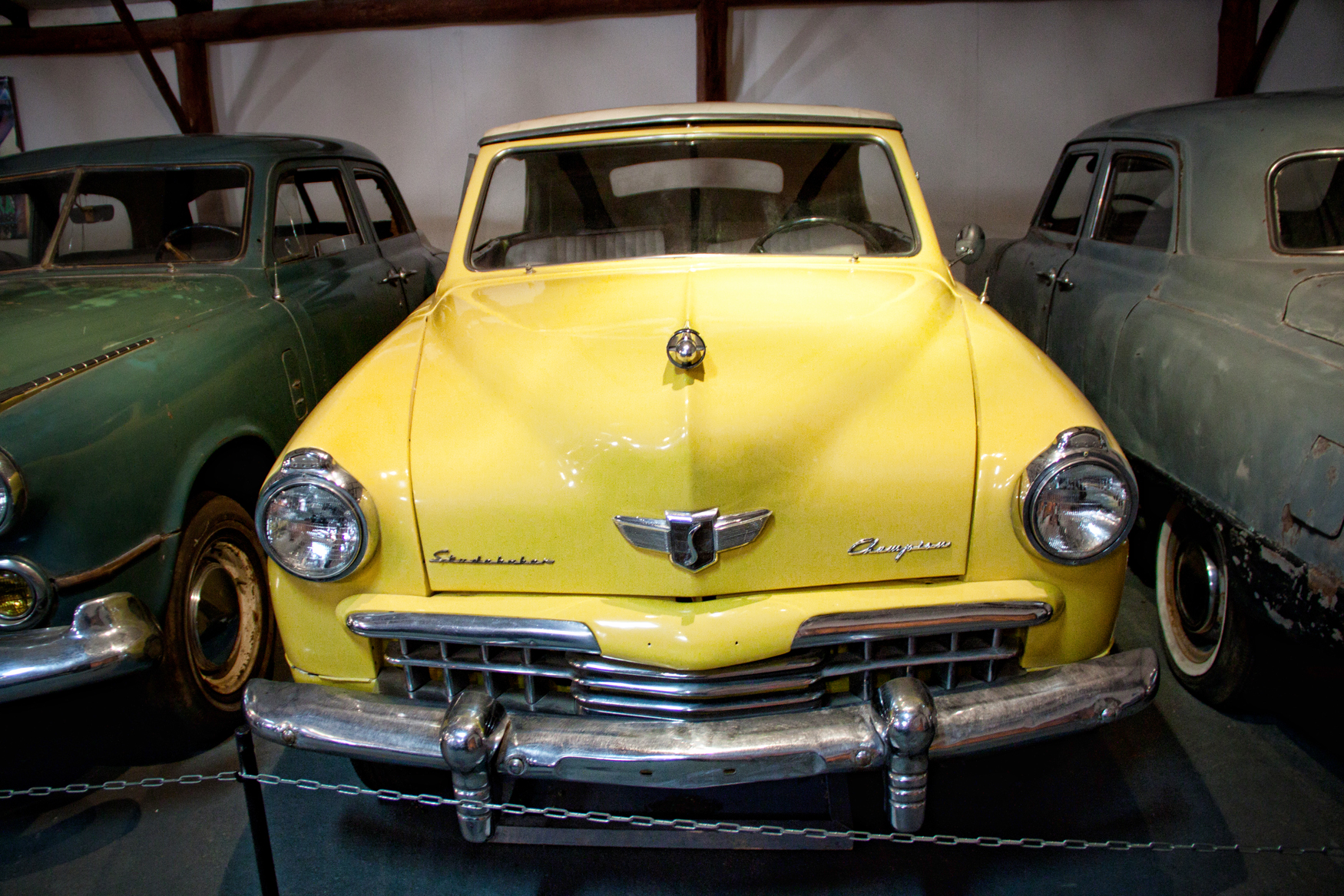
Studebaker Champion Regal Deluxe 1948.
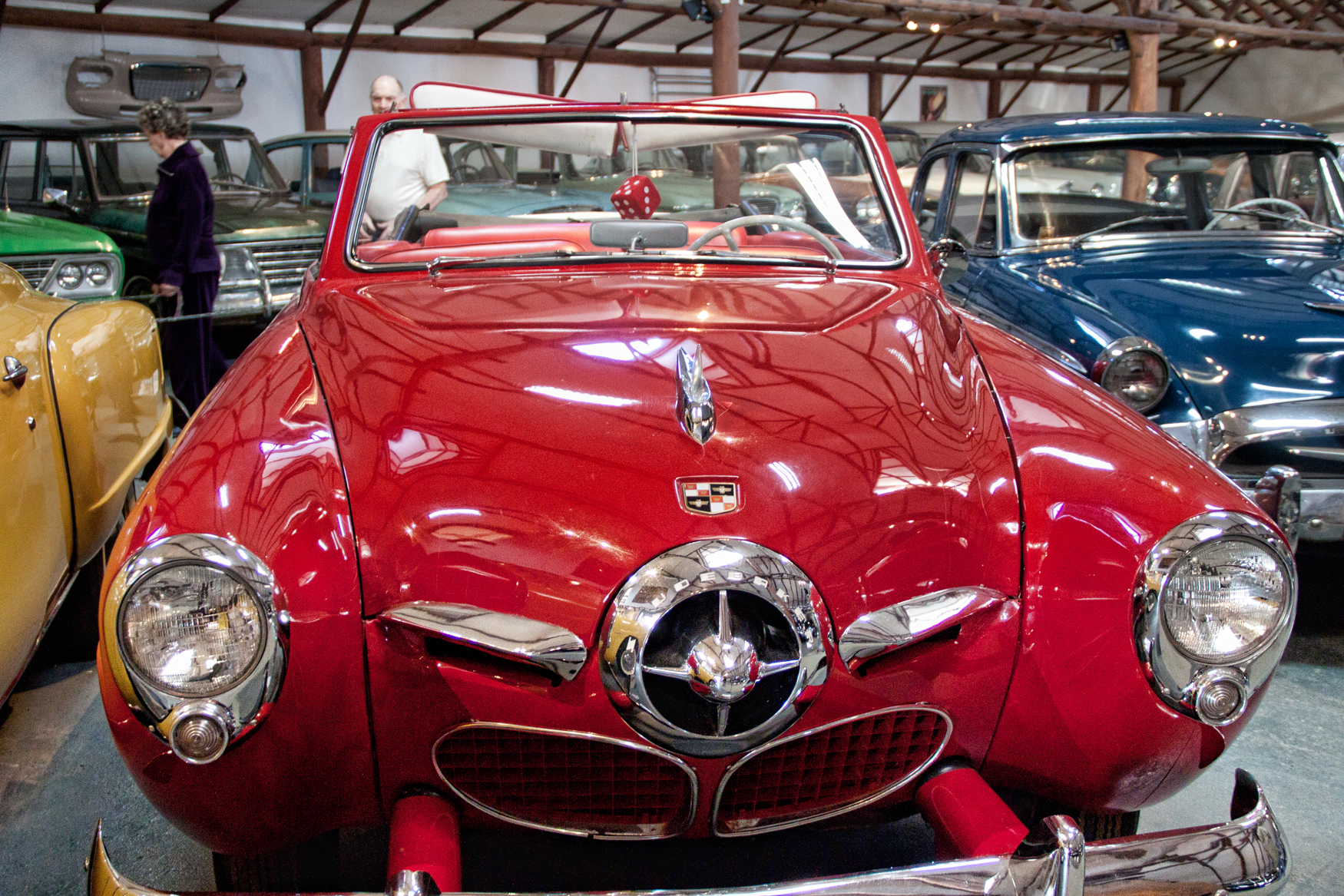
Studebaker Champion Convertible 1950.
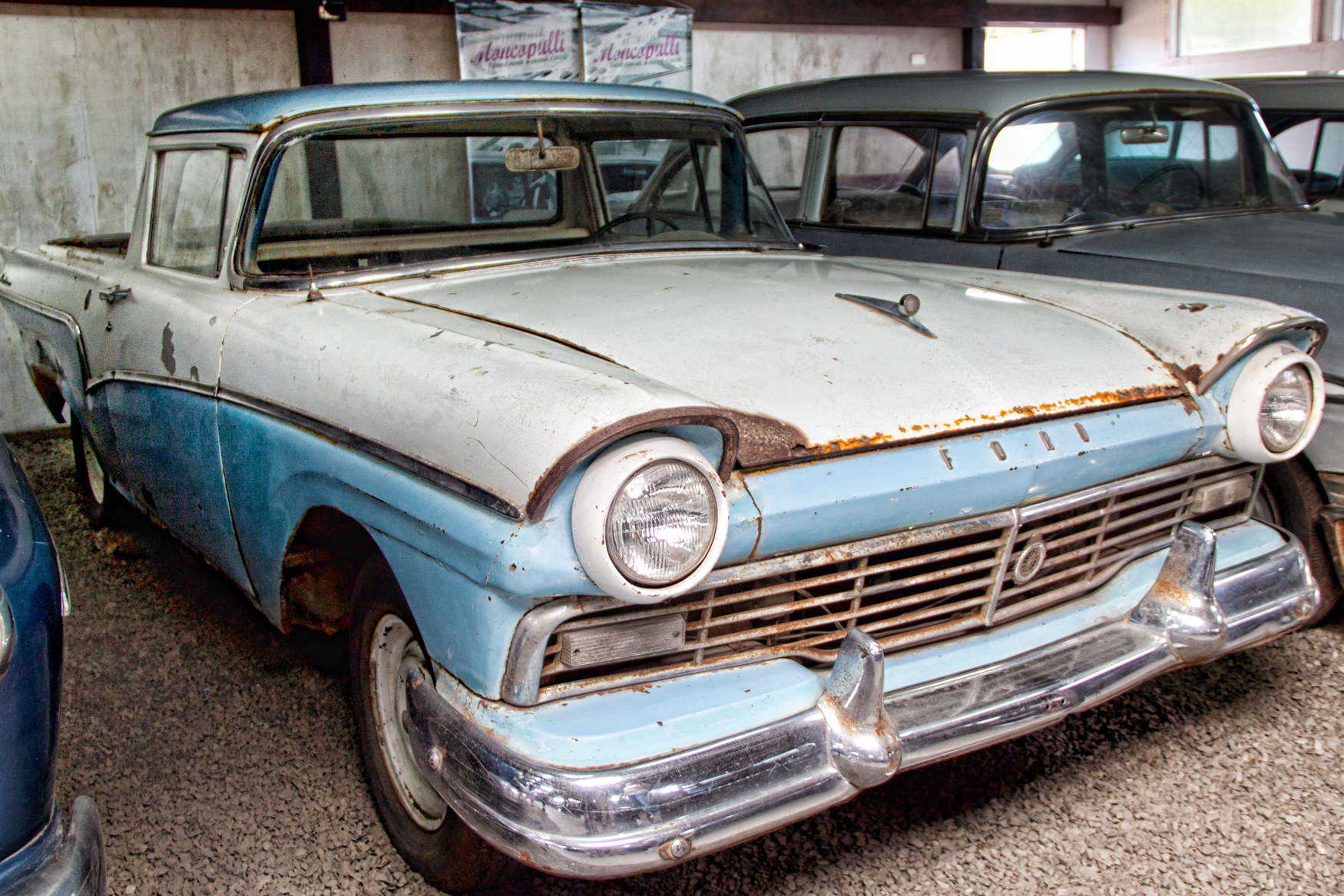
Ford Ranchero 1957.